# Bonplandia (Hannover)
Bonplandia (Hannover) (abreujat Bonplandia) va ser una revista il·lustrada amb descripcions botàniques que va ser editada a Hannover, Londres i París. Es van publicar deu números en els anys 1853-1862, amb el nom de Bonplandia. Zeitschrift für die gesammte Botanik. Officielles Organ der K. L.-C. Akademie der Naturforscher. Herausgegeben von I. G. Seemann... Hannover, London, Paris.